# Eva Buurman
Eva Buurman (7 de setembre de 1994) és una ciclista neerlandesa professional des del 2016 i actualment a l'equip Parkhotel Valkenburg-Destil.